# Jerker
Jerker är ett svenskt mansnamn bildat ur namnet Erik, av fornsvenska Ērīker och fornnordiska Eiríkr, med ändelsen -er bevarad. Det inledande J:et beror på en dialektal diftongering. Namnet betyder "enhärskare" eller "den alltid härskande". Det fanns år 2009 2780 personer som hade Jerker som förnamn i Sverige, varav 1580 som tilltalsnamn. Namnet kan också stavas Järker eller Hjerker. En variant kan också vara Jerka. Ett etymologiskt besläktat namn är Jerk.
I den finlandssvenska namnsdagslängden har Jerker namnsdag 18 maj sedan 1950.

## Personer med namnet Jerker
- Jerker Andersson, svensk fotograf
- Jerker Arvidson, svensk operasångare
- Jerker Eriksson, svensk författare
- Jerker A. Eriksson, finländsk filmvetare och filmkritiker
- Jerker Fahlström, svensk skådespelare
- Jerker Leijon, svensk tonsättare
- Jerker Porath, svensk biokemist
- Jerker Rosén, svensk historiker
- Jerker Rönnberg, svensk psykolog
- Jerker Swande, svensk multikonstnär
- Jerker Swanstein, svensk politiker (M)
- Jerker Svensson, svensk politiker (S)
- Jerker Virdborg, svensk författare och kulturskribent